# قره‌قانلو (مانه و سملقان)
قره‌قانلو روستایی در دهستان جیرانسو بخش مرکزی شهرستان مانه و سملقان استان خراسان شمالی ایران است.

## جمعیت
بر پایه سرشماری عمومی نفوس و مسکن در سال ۱۳۹۵ جمعیت این مکان ۶۳۲ نفر (۱۹۳خانوار) بوده‌است.